# Sbagliata ascendente leone (film)
Sbagliata ascendente leone è un film documentario italiano del 2022 diretto da BENDO e basato sulla vita della cantante Emma.

## Trama
Il documentario racconta la vita della cantante lontana dagli impegni lavorativi, tra cui X Factor, il tour in promozione del sesto album in studio Fortuna, la serie televisiva A casa tutti bene - La serie diretta da Gabriele Muccino e la delusione dal 72º Festival di Sanremo, riflettendo  sugli aspetti personali dell'artista, come la gestione della popolarità dopo la vittoria di Amici di Maria De Filippi, le terapie per curare il tumore dell'utero, oltre che i rapporti intrapersonali. Il progetto riprende inoltre le fasi di scrittura, composizione e produzione del settimo album in studio della cantante.

## Produzione
Il documentario è stato diretto da BENDO, duo di registi formato da  Lorenzo Silvestri e Andrea Santaterra, con la sceneggiatura degli stessi con Federico Giunta. In un'intervista rilasciata a La Stampa Emma ha raccontato la scelta del titolo del progetto e la volontà di dedicarlo al padre, Rosario Marrone, morto il 4 settembre 2022:

### Riprese
Le riprese sono state effettuate in due anni, dal 2020 al 2022, seguendo la vita privata e lavorativa di Emma in diverse località, tra cui Aradeo, in provincia di Lecce, paese d'origine dei genitori della cantante, Roma, Imola, Milano e l'Arcipelago Campano.
Nel corso delle riprese sono presenti anche la partecipazione al 72º Festival di Sanremo e le prove live del brano Ogni volta è così e del duetto con Francesca Michielin, il ruolo di giudice e coach della 15ª edizione di X Factor, l'incontro con Maria De Filippi nel corso delle prove in studio del programma Amici di Maria De Filippi, le riprese della serie televisiva A casa tutti bene - La serie diretta da Gabriele Muccino, il Fortuna Tour in promozione del sesto album in studio Fortuna, l'apertura del tour Vasco Live 2022 di Vasco Rossi e la partecipazione al concerto di iniziativa benefica Una. Nessuna. Centomila.
Le ultime scene del docufilm sono state effettuate a Torri del Benaco in Provincia di Verona nel corso della scrittura, composizione e produzione del settimo album in studio della cantante Souvenir.

## Promozione
Un primo trailer è stato pubblicato l'11 novembre 2022.
Il 30 novembre 2022 al Cinema Odeon di Milano si è tenuta la presentazione e prima visione assoluta del docufilm.

## Colonna sonora
Il brano Sbagliata ascendente leone, colonna sonora del documentario, è interpretato dalla stessa cantante, la quale ha anche scritto il testo, assieme ad Alessandro La Cava e Francesco "Katoo" Catitti.

### Tracce
1. Sbagliata ascendente leone – 3:26
2. Luci blu – 3:12
3. Amami – 3:48
4. Ogni volta è così – 3:27
5. Latina – 3:24
6. Fortuna – 2:59
7. Quando le canzoni finiranno – 3:35